# Boeing Harpoon
För andra betydelser, se Harpoon.
Harpoon är en amerikansk sjömålsrobot konstruerad av McDonnell Douglas och tillverkad av Boeing. Roboten kan avfyras från flygplan, ytfartyg, ubåtar (även i undervattensläge) och kustförsvarsbatterier.

## Historia
21 oktober 1967 sänktes den israeliska jagaren INS Eilat av tre stycken P-15 Termit från egyptiska robotbåtar av Komar-klass. Det var första gången som sjömålsrobotar sänkt ett krigsfartyg i sjöstrid. Sänkningen visade att sjömålsrobotar var potenta vapen som gav även små fartyg förmågan att anfalla och sänka mycket större fartyg även på långt avstånd. Detta ledde till att många länder började utveckla nya sjömålsrobotar, bland annat Harpoon.
Första gången Harpoon användes i strid var under operation Morvarid i november 1980 när en Harpoon från en iransk robotbåt sänkte en irakisk Osa-klass. 1986 sänkte USA:s flotta två libyska patrullbåtar i Sidrabukten med Harpoon-robotar avfyrade från kryssaren USS Yorktown och A-6 Intruders. I april 1988 användes Harpoon-robotar av båda sidor under operation Praying Mantis. Den iranska fregatten Sahand sänktes av amerikanska Harpoon-robotar medan en iransk Harpoon missade den amerikanska kryssaren USS Wainwright.

## Bilder

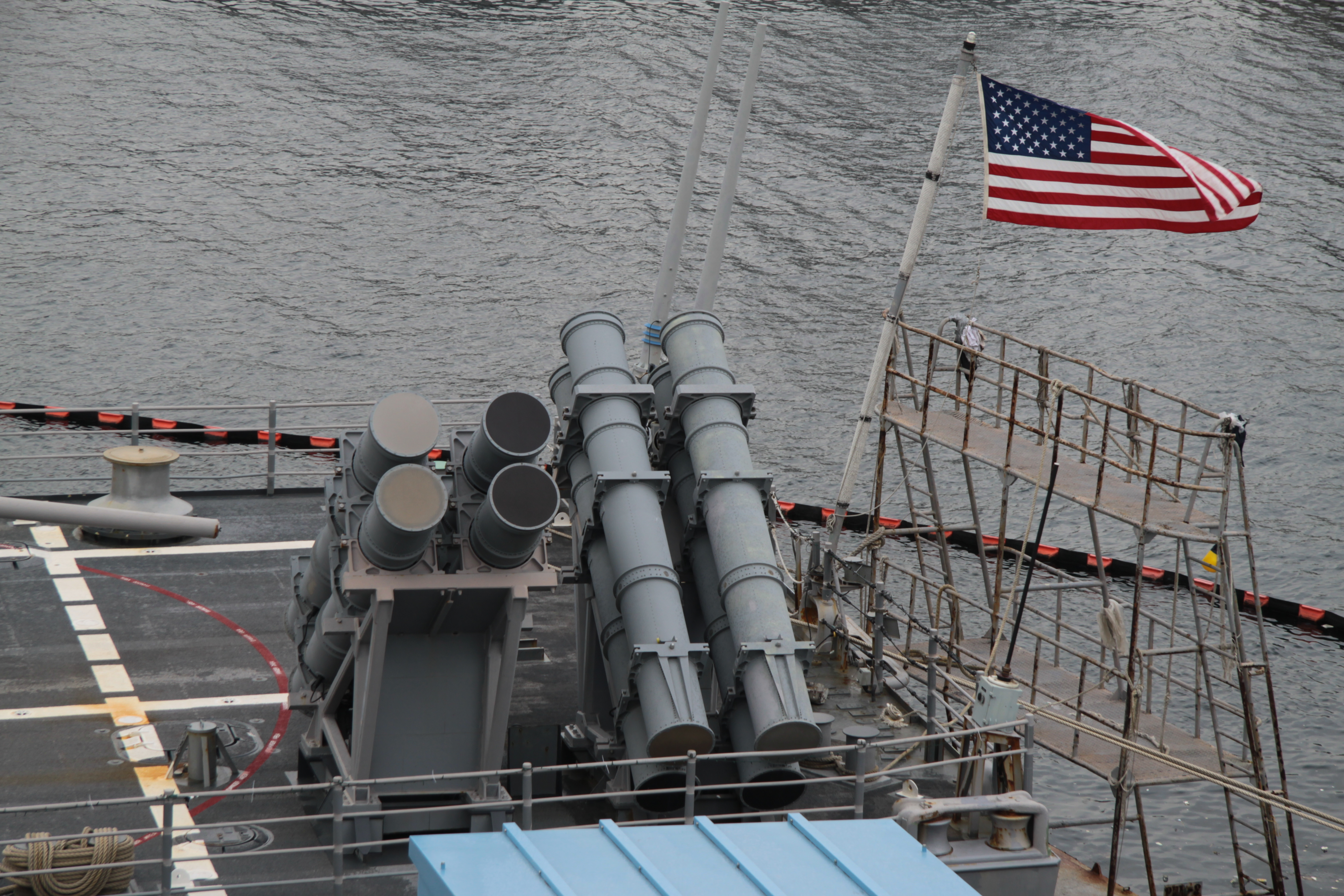
Avfyringstuber för RGM-84 Harpoon ombord på den amerikanska kryssaren USS Cowpens (CG-63).
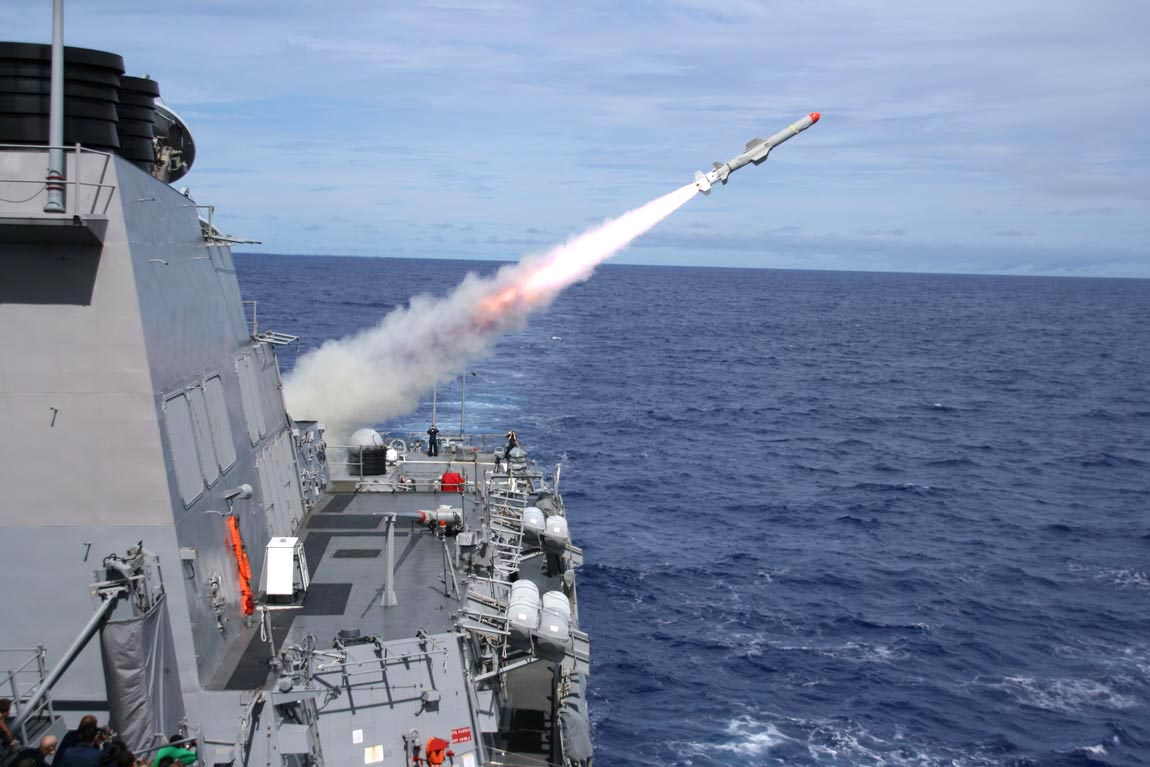
En RGM-84 Harpoon avfyras från den amerikanska jagaren USS Fitzgerald (DDG-62).
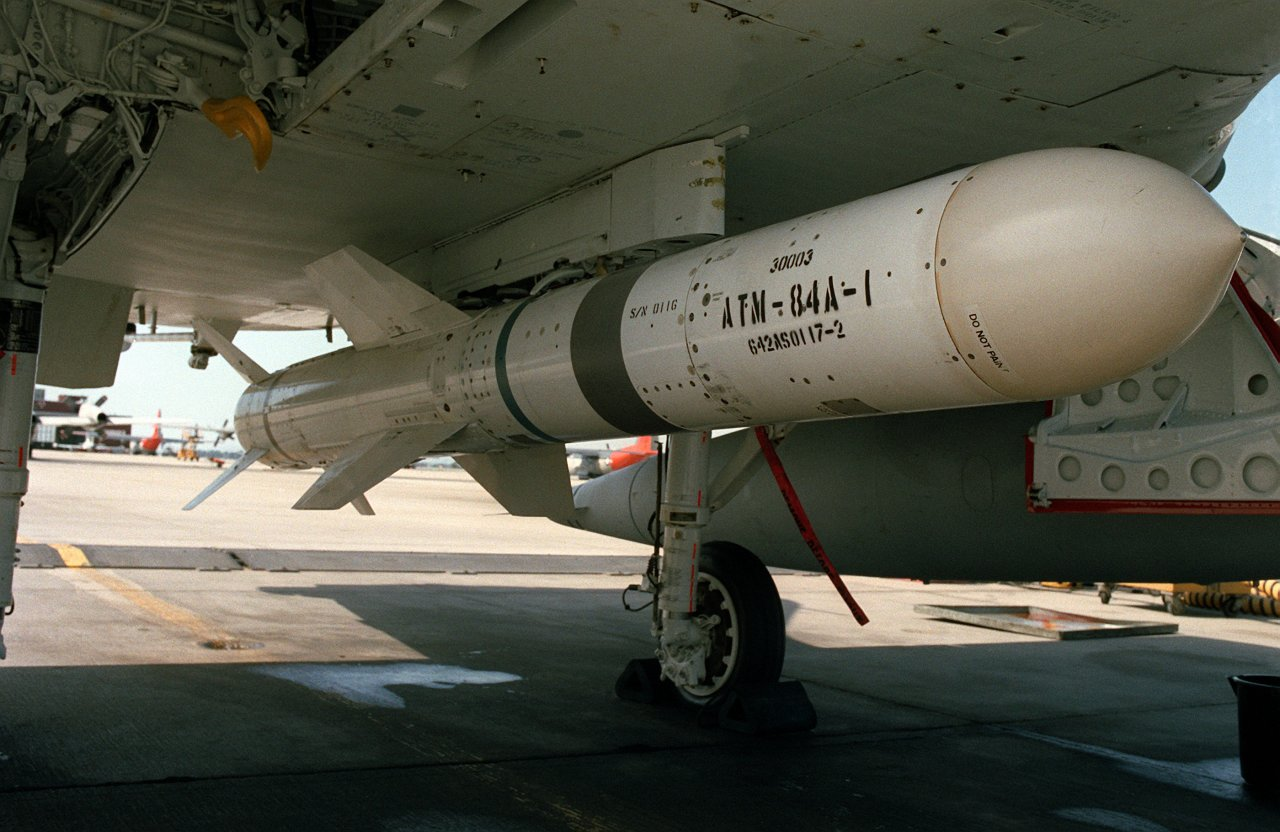
En övningsrobot (ATM-84) hänger under centerbalken på en A-4 Skyhawk.
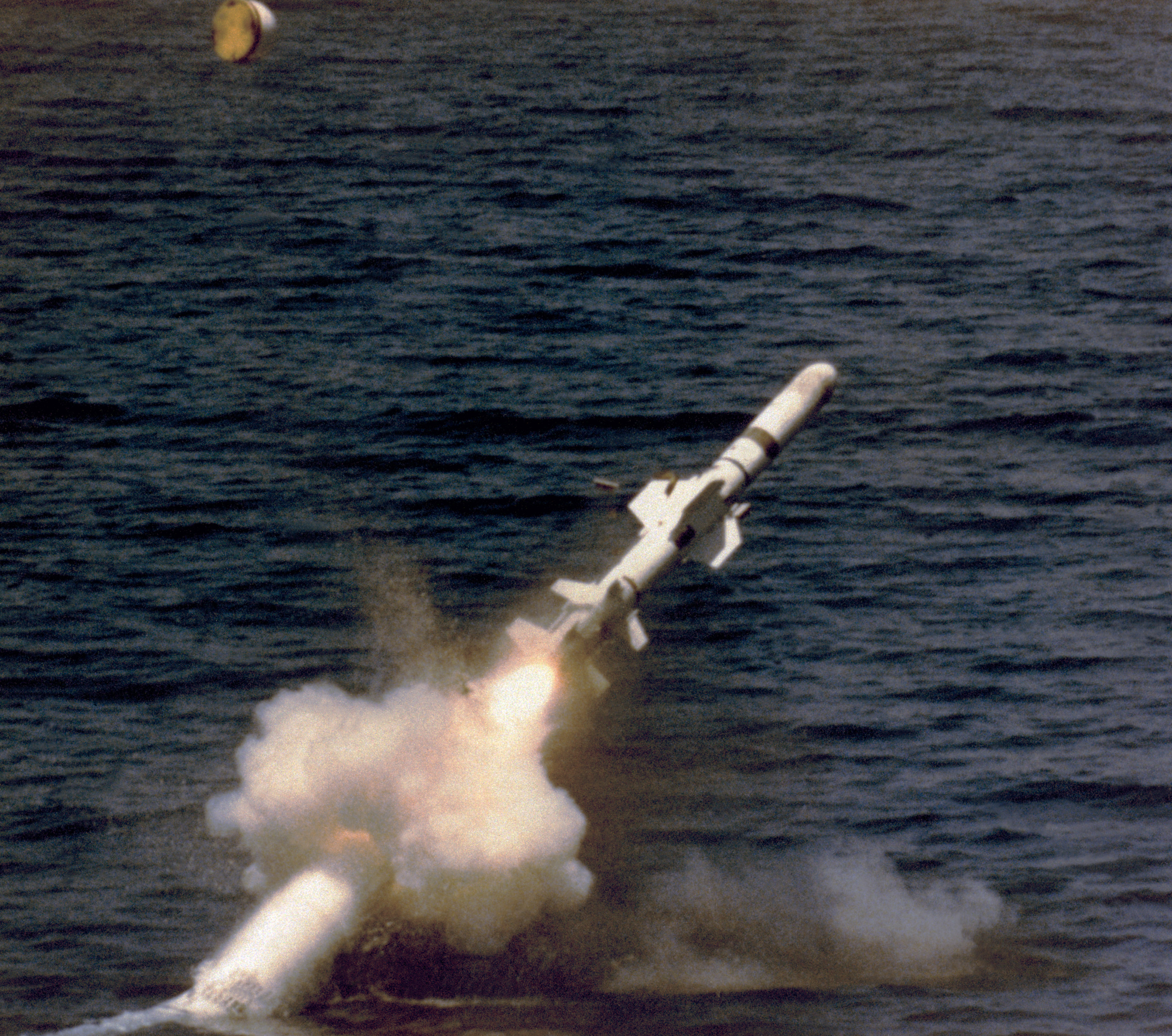
En UGM-84 Harpoon avfyrad från en ubåt i undervattensläge.
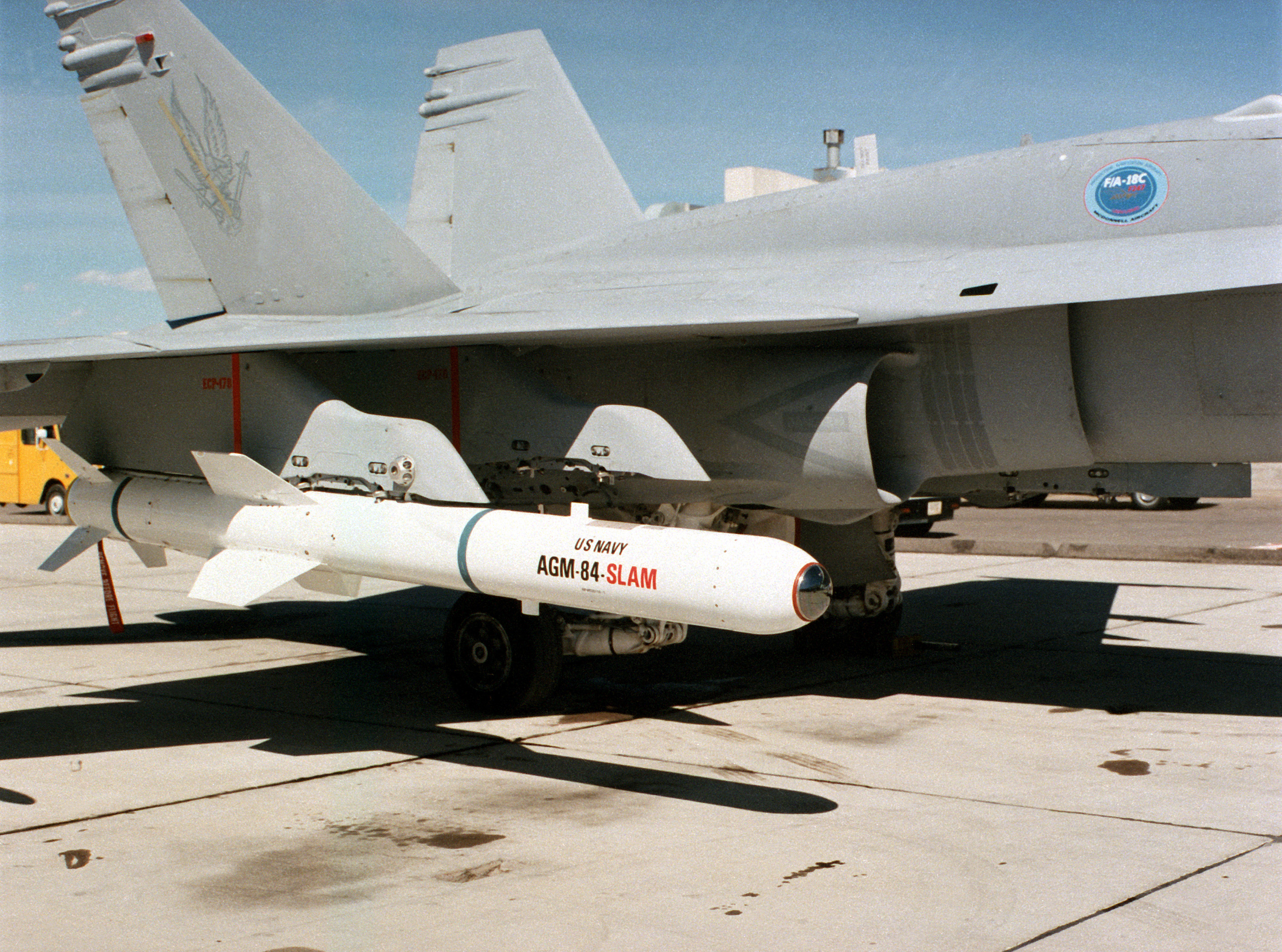
AGM-84 SLAM är en variant av Harpoon som är avsedd för markmål.